# Naoki Yoshida
Naoki Yoshida (吉田 直樹, Yoshida Naoki), também conhecido por seu apelido "Yoshi-P", é um produtor, diretor e projetista de jogos eletrônicos japonês que atualmente trabalha para a Square Enix. Ele é mais conhecido por seus trabalhos em massively multiplayer online role-playing games (MMORPGs), como por exemplo Dragon Quest X e Final Fantasy XIV: A Realm Reborn. Yoshida também é creditado por ter salvo o projeto Final Fantasy XIV de seu lançamento desastroso.

## Biografia
Yoshida entrou na indústria de jogos eletrônicos em 1993 e começou sua carreira na Hudson Soft, onde inicialmente foi designado para a criação de jogos para o TurboGrafx-16. Mais tarde ele se tornou roteirista na série Far East of Eden e projetista da série Bomberman. Após deixar a Hudsoft, Yoshida trabalhou pelos cinco anos seguintes em vários estúdios menores até entrar na Square Enix em 2004, tornando-se chefe da série Dragon Quest: Monster Battle Road e também projetista de Dragon Quest X.
Ele foi retirado de Dragon Quest em dezembro de 2010 e colocado no comando da equipe de desenvolvimento encarregada de Final Fantasy XIV, que desde seu lançamento em setembro havia enfrentando enormes problemas e críticas. O então presidente da companhia Yōichi Wada disse que a decisão foi tomada porque Yoshida possuía a experiência, habilidades de liderança "carismáticas" e desejo "apaixonado" de satisfazer os consumidores. Ele não conhecia nenhum membro da equipe de XIV e assim teve que demonstrar sua dedicação ao projeto primeiro ganhando a confiança de todos como diretor. Yoshida então conversou individualmente com cada desenvolvedor a fim de descobrir suas ideias para melhorias, usando todo o conhecimento adquirido para produzir a versão revisada do jogo chamada de Final Fantasy XIV: A Realm Reborn. Como resultado de sua direção, muitos críticos e especialistas da indústria creditaram Yoshida por ter "salvado" o projeto Final Fantasy XIV.

## Jogos
| Ano  | Título                                                       | Crédito(s)               |
| ---- | ------------------------------------------------------------ | ------------------------ |
| 1999 | Bomberman 64: The Second AttackStar Soldier: Vanishing Earth | Diretor do modo história |
| 2007 | Dragon Quest: Monster Battle Road                            | Diretor                  |
| 2008 | Dragon Quest: Monster Battle Road II Legend                  | Diretor                  |
| 2010 | Dragon Quest: Monster Battle Road                            | Diretor                  |
| 2010 | Final Fantasy XIV                                            | Diretor, produtor        |
| 2012 | Dragon Quest X                                               | Projetista chefe         |
| 2013 | Final Fantasy XIV: A Realm Reborn                            | Diretor, produtor        |
| 2023 | Final Fantasy XVI                                            | Produtor                 |